# Soldatsky, Ulan-Ude
Soldatsky (tiếng Nga: Солдатский) là một vi quận (microraion) của quận Xô Viết, Ulan-Ude, Buryatia, Nga. Vào năm 2009, dân số của khu vực là 3.454 người.

## Lịch sử
Vào ngày 22 tháng 3 năm 1968, các khu định cư Sokol và Soldatsky đã được tách khỏi huyện Ulan-Udensky để nhập vào thành phố Ulan-Ude.

## Địa lý
Khu định cư nằm trên thảo nguyên bằng phẳng, ở phía tây nam Ulan-Ude. Nó nằm ở bờ tây sông Selenga, cách trung tâm thành phố 8 km. Đi qua khu vực là đường cao tốc Baikal.

## Cơ sở hạ tầng
Soldatsky có:
- Một trường trung học
- Một cơ sở y tế